# Synagoge (Eiterfeld)

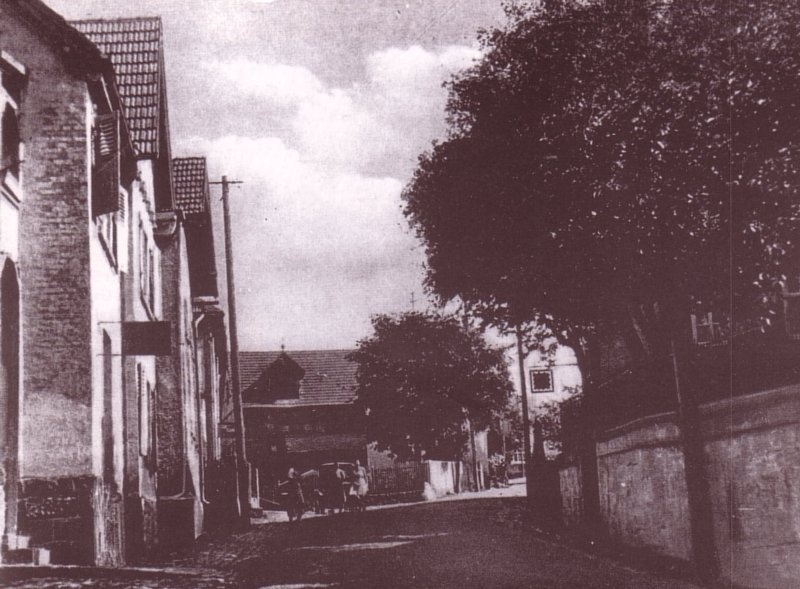
Fürstenecker Straße in Eiterfeld mit Synagoge (links zwischen den Häusern mit Satteldächern)

Die Synagoge in Eiterfeld, einer Gemeinde im Landkreis Fulda in Osthessen, wurde Ende der 1820er Jahre an der Stelle eines Vorgängerbaus errichtet. Die Synagoge stand in der Fürstenecker Straße zwischen zwei Wohnhäusern.

## Beschreibung
Die Synagoge war 7,50 Meter lang und 4,25 Meter breit. Über dem steinernen Sockel stand ein Fachwerkbau. An der Straßenseite waren zwei hohe bunte Rundbogenfenster. Die zwei Eingänge, jeweils für Männer und Frauen, lagen im schmalen Gang zwischen dem rechten Nachbarhaus und der Synagoge. Es gab 52 Männerplätze und auf der Empore 24 Frauenplätze.   

## Zeit des Nationalsozialismus
Am Abend des 9. November 1938 zerstörten Mitglieder der NSDAP das Dach der Synagoge und stiegen von dort in das Gebäude ein. Sie demolierten den Innenraum und entfachten ein Feuer, das sie aber wieder löschten, um ein Übergreifen der Flammen auf die Nachbarhäuser zu verhindern. 
Das beschädigte Gebäude wurde 1940 abgerissen, die noch brauchbaren Steine wurden von den Nachbarn wiederverwendet. In den 1950er Jahren wurde an dieser Stelle ein Supermarkt erbaut. Der Flachdachbau wurde 2011 abgebrochen, heute befindet sich hier ein Parkplatz.

## Gedenken
Am 9. November 2018 wurde am Synagogenstandort vom Heimat- und Geschichtsverein Eiterfeld eine neue Gedenktafel zur Erinnerung an die zerstörte Synagoge der Jüdischen Gemeinde Eiterfeld angebracht. 